# كارلوس كارسون
كارلوس كارسون (بالإنجليزية: Carlos Carson)‏ هو لاعب كرة قدم أمريكية أمريكي، ولد في 28 ديسمبر 1958 في ليك وورث في الولايات المتحدة.

## وصلات خارجية
- كارلوس كارسون على موقع مرجع كرة القدم المحترفة.كوم (الإنجليزية)